# Nature Valley International 2019
Nature Valley International 2019 byl společný tenisový turnaj mužského okruhu ATP Tour a ženského okruhu WTA Tour, který se odehrával v areálu Devonshire Park Lawn Tennis Clubu na otevřených travnatých dvorcích. Probíhal mezi 23. až 29. červnem 2019 v britském Eastbourne jako devátý ročník mužské poloviny a čtyřicátý pátý ročník ženské části turnaje. Představoval poslední přípravu na grandslamový Wimbledon.
Mužská část se řadila do kategorie ATP Tour 250 a její dotace činila 745 880 dolarů. Ženská část s rozpočtem 998 712 dolarů byla součástí kategorie WTA Premier. Počet singlistek byl navýšen ze čtyřiceti osmi na padesát šest.
Nejvýše nasazenými hráči v soutěžích dvouher se stali argentinský dvacátý čtvrtý hráč žebříčku Guido Pella a, po odstoupení Bartyové, světová trojka Karolína Plíšková z Česka. Jako poslední přímí účastníci do dvouher nastoupili 71. tenista pořadí Chilan Nicolás Jarry a 70. žena klasifikace Tamara Zidanšeková ze Slovinska.
Premiérové turnajové vítězství na okruhu ATP Tour vybojoval 21letý Američan Taylor Fritz, jenž se posunul na nové kariérní maximum, 31. místo. Finále mužské dvouhry bylo prvním ryze americkým v Eastbourne a prvním takovým na túře ATP od BB&T Atlanta Open 2018. Čtrnáctý singlový titul na okruhu WTA Tour, a třetí z trávy, vyhrála Češka Karolína Plíšková, která na turnaji zvítězila již v roce 2017.
Na čtrnáctý společný turnajový triumf z mužské čtyřhry ATP dosáhla kolumbijská dvojice Juan Sebastián Cabal a Robert Farah. Patnáctou společnou trofej z ženské čtyřhry WTA si odvezl sesterský pár Čan Chao-čching a Latisha Chan. Tchajwanky již Eastbourne International ovládly v roce 2014.

## Rozdělení bodů a finančních odměn

### Rozdělení bodů
| Soutěž       | vítězové | finalisté | semifinalisté | čtvrtfinalisté | 16 v kole | 32 v kole | 56 v kole | Q  | Q2 | Q1 |
| ------------ | -------- | --------- | ------------- | -------------- | --------- | --------- | --------- | -- | -- | -- |
| dvouhra mužů | 250      | 150       | 90            | 45             | 20        | 0         | —         | 12 | 6  | 0  |
| čtyřhra mužů | 250      | 150       | 90            | 45             | 0         | —         | —         | —  | —  | —  |
| dvouhra žen  | 470      | 305       | 185           | 100            | 55        | 30        | 1         | 25 | 13 | 1  |
| čtyřhra žen  | 470      | 305       | 185           | 100            | 1         | —         | —         | —  | —  | —  |

### Finanční odměny
| Finanční odměny                       | Finanční odměny | Finanční odměny | Finanční odměny | Finanční odměny | Finanční odměny | Finanční odměny | Finanční odměny | Finanční odměny | Finanční odměny | Finanční odměny |
| Soutěž                                | vítězky         | finalistky      | semifinalistky  | čtvrtfinalistky | 16 v kole       | 32 v kole       | 56 v kole       | Q2              | Q1              |                 |
| ------------------------------------- | --------------- | --------------- | --------------- | --------------- | --------------- | --------------- | --------------- | --------------- | --------------- | --------------- |
| dvouhra mužů                          | €117 925        | €63 765         | €35 215         | €20 010         | €11 505         | €6 890          | —               | €3 335          | €1 670          |                 |
| čtyřhra mužů                          | $38 690         | $19 830         | $10 740         | $6 150          | $3 600          | —               | —               | —               | —               |                 |
| dvouhra žen                           | $173 680        | $92 540         | $46 275         | $23 455         | $12 200         | $6 380          | $4 205          | $2 325          | $1 400          |                 |
| čtyřhra žen                           | $54 695         | $28 950         | $15 925         | $8 109          | $4 400          | —               | —               | —               | —               |                 |
| částky ve čtyřhře jsou uváděny na pár |                 |                 |                 |                 |                 |                 |                 |                 |                 |                 |

## Dvouhra mužů

### Nasazení
| Stát                           | Hráč              | ATP | Nasazení |
| ------------------------------ | ----------------- | --- | -------- |
| Argentina                      | Guido Pella       | 24. | 1.       |
| Srbsko                         | Laslo Djere       | 27. | 2.       |
| Spojené království             | Kyle Edmund       | 30. | 3.       |
| Srbsko                         | Dušan Lajović     | 31. | 4.       |
| Španělsko                      | Fernando Verdasco | 37. | 5.       |
| Francie                        | Gilles Simon      | 38. | 6.       |
| Itálie                         | Marco Cecchinato  | 40. | 7.       |
| Moldavsko                      | Radu Albot        | 41. | 8.       |
| Žebříček ATP k 17. červnu 2019 |                   |     |          |

### Jiné formy účasti
Následující hráči obdrželi divokou kartu do hlavní soutěže:
- Jay Clarke
- Kyle Edmund
- Daniel Evans

Následující hráč získal do dvouhry zvláštní výjimku:
- Feliciano López

Následující hráči postoupili z kvalifikace:
- Thomas Fabbiano
- Paul Jubb
- Tennys Sandgren
- James Ward

Následující hráči postoupili z kvalifikace jako tzv. šťastní poražení:
- Denis Kudla
- Juan Ignacio Londero

### Odhlášení
před zahájením turnaje
- Matteo Berrettini → nahradil jej  Juan Ignacio Londero
- Richard Gasquet → nahradil jej  Sam Querrey
- Philipp Kohlschreiber → nahradil jej  Steve Johnson
- Feliciano López → nahradil jej  Denis Kudla

## Mužská čtyřhra

### Nasazení
| Stát                                                                                    | Hráč                 | Stát      | Hráč                   | ATP | Nasazení |
| --------------------------------------------------------------------------------------- | -------------------- | --------- | ---------------------- | --- | -------- |
| Kolumbie                                                                                | Juan Sebastián Cabal | Kolumbie  | Robert Farah           | 10. | 1.       |
| Argentina                                                                               | Máximo González      | Argentina | Horacio Zeballos       | 40. | 2.       |
| Francie                                                                                 | Fabrice Martin       | Francie   | Édouard Roger-Vasselin | 60. | 3.       |
| Spojené království                                                                      | Dominic Inglot       | USA       | Austin Krajicek        | 70. | 4.       |
| Žebříček ATP k 17. červnu 2019; číslo je součtem žebříčkového postavení obou členů páru |                      |           |                        |     |          |

### Jiné formy účasti
Následující páry obdržely divokou kartu do hlavní soutěže:
- Scott Clayton /  James Ward
- Daniel Evans /  Lloyd Glasspool

Následující pár nastoupil z pozice náhradníka:
- Nicholas Monroe /  Fernando Verdasco

### Odhlášení
před zahájením turnaje
- Leonardo Mayer

## Ženská dvouhra

### Nasazení
| Stát                           | Hráčka                 | WTA | Nasazení |
| ------------------------------ | ---------------------- | --- | -------- |
| Austrálie                      | Ashleigh Bartyová      | 2.  | 1.       |
| Česko                          | Karolína Plíšková      | 3.  | 2.       |
| Nizozemsko                     | Kiki Bertensová        | 4.  | 3.       |
| Německo                        | Angelique Kerberová    | 6.  | 4.       |
| Ukrajina                       | Elina Svitolinová      | 7.  | 5.       |
| Rumunsko                       | Simona Halepová        | 8.  | 6.       |
| USA                            | Sloane Stephensová     | 9.  | 7.       |
| Bělorusko                      | Aryna Sabalenková      | 10. | 8.       |
| Lotyšsko                       | Anastasija Sevastovová | 12. | 9.       |
| Švýcarsko                      | Belinda Bencicová      | 13. | 10.      |
| Dánsko                         | Caroline Wozniacká     | 14. | 11.      |
| Čína                           | Wang Čchiang           | 15. | 12.      |
| Česko                          | Markéta Vondroušová    | 16. | 13.      |
| Spojené království             | Johanna Kontaová       | 18. | 14.      |
| Německo                        | Julia Görgesová        | 19. | 15.      |
| Estonsko                       | Anett Kontaveitová     | 20. | 16.      |
| Žebříček WTA k 17. červnu 2019 |                        |     |          |

### Jiné formy účasti
Následující hráčky obdržely divokou kartu do hlavní soutěže:
- Harriet Dartová
- Simona Halepová
- Angelique Kerberová
- Katie Swanová
- Heather Watsonová

Následující hráčka nastoupila do dvouhry pod žebříčkovou ochranou:
- Anna-Lena Friedsamová

Následující hráčky postoupily z kvalifikace:
- Fiona Ferrová
- Polona Hercogová
- Veronika Kuděrmetovová
- Jessica Pegulaová
- Samantha Stosurová
- Dajana Jastremská

Následující hráčky postoupily z kvalifikace jako tzv. šťastné poražené:
- Zarina Dijasová
- Darja Gavrilovová
- Viktorija Golubicová
- Magda Linetteová
- Pauline Parmentierová
- Mandy Minellaová

### Odhlášení
před zahájením turnaje
- Bianca Andreescuová → nahradila ji  Jevgenija Rodinová
- Ashleigh Bartyová → nahradila ji  Mandy Minellaová
- Dominika Cibulková → nahradila ji  Rebecca Petersonová
- Julia Görgesová → nahradila ji  Zarina Dijasová
- Tatjana Mariová → nahradila ji  Andrea Petkovicová
- Anastasija Pavljučenkovová → nahradila ji  Tamara Zidanšeková
- Alison Riskeová → nahradila ji  Magda Linetteová
- Anastasija Sevastovová → nahradila ji  Viktorija Golubicová
- Donna Vekićová → nahradila ji  Darja Gavrilovová
- Wang Čchiang → nahradila ji  Pauline Parmentierová

v průběhu turnaje
- Ons Džabúrová (poranění pravého hlezna)[1]

### Skrečování
- Danielle Collinsová (poranění bederní páteře)[1]
- Jeļena Ostapenková (poranění levé kyčle)[1]
- Barbora Strýcová (poranění levé dolní končetiny)[1]

## Ženská čtyřhra

### Nasazení
| Stát                                                                          | Hráčka                 | Stát       | Hráčka           | WTA | Nasazení |
| ----------------------------------------------------------------------------- | ---------------------- | ---------- | ---------------- | --- | -------- |
| Kanada                                                                        | Gabriela Dabrowská     | Čína       | Sü I-fan         | 20. | 1.       |
| Austrálie                                                                     | Samantha Stosurová     | Čína       | Čang Šuaj        | 21. | 2.       |
| USA                                                                           | Nicole Melicharová     | Česko      | Květa Peschkeová | 27. | 3.       |
| Německo                                                                       | Anna-Lena Grönefeldová | Nizozemsko | Demi Schuursová  | 33. | 4.       |
| Žebříček WTA k 17. červnu 2019; číslo je součtem umístění obou členek dvojice |                        |            |                  |     |          |

### Jiné formy účasti
Následující pár obdržel divokou kartu do hlavní soutěže:
- Harriet Dartová /  Heather Watsonová

Následující páry nastoupily z pozice náhradníka:
- Mihaela Buzărnescuová /  Anna-Lena Friedsamová
- Darija Juraková /  Katarina Srebotniková

### Odhlášení
před zahájením turnaje
- Jeļena Ostapenková (poranění levé kyčle)
- Čeng Saj-saj (poranění levé kyčle)

v průběhu turnaje
- Věra Zvonarevová (poranění levého zápěstí)

## Přehled finále

### Mužská dvouhra
- Taylor Fritz vs.  Sam Querrey, 6–3, 6–4

### Ženská dvouhra
- Karolína Plíšková vs.  Angelique Kerberová, 6–1, 6–4

### Mužská čtyřhra
- Juan Sebastián Cabal /  Robert Farah vs.  Máximo González /  Horacio Zeballos, 3–6, 7–6(7–4), [10–6]

### Ženská čtyřhra
- Čan Chao-čching /  Latisha Chan vs.  Kirsten Flipkensová /  Bethanie Matteková-Sandsová, 2–6, 6–3, [10–6]